# Bolbohamatum meridionale
Bolbohamatum meridionale är en skalbaggsart som beskrevs av Jan Krikken 1980. Bolbohamatum meridionale ingår i släktet Bolbohamatum och familjen Bolboceratidae. Inga underarter finns listade.